# Тарасенко Іван Якович
Іван Якович Тарасенко (1907, село Великий Митник, тепер Хмільницького району Вінницької області — ?) — український радянський діяч, 1-й заступник голови і секретар Житомирського облвиконкому. Депутат Верховної Ради УРСР 2-го скликання.

## Біографія
Народився в родині робітника-слюсаря. Трудову діяльність розпочав учнем шевця і шевцем в Узинській шевській майстерні. З 1925 року — голова робітничого комітету спілки «Робземлісу» Білоцерківської округи. Член ВЛКСМ з 1925 року.
Член ВКП(б) з 1927 року.
З 1927 року навчався в Київській радянській партійній школі.
Після закінчення навчання в радпартшколі до 1939 року працював вчителем і директором середньої школи в селі Попельня на Житомирщині.
У 1939—1941 роках — завідувач Житомирського обласного відділу народної освіти.
У 1941—1943 роках — начальник Управління кадрів Народного комісаріату освіти Української РСР; директор Омського інституту удосконалення вчителів РРФСР; начальник Управління шкіл Народного комісаріату освіти Української РСР.
У 1943—1944 роках — завідувач Житомирського обласного відділу народної освіти.
У квітні 1944 — після 1949 року — 1-й заступник голови виконавчого комітету Житомирської обласної ради депутатів трудящих.
На 1950—1951 роки — секретар виконавчого комітету Житомирської обласної ради депутатів трудящих.
Подальша доля невідома.

## Нагороди
- орден Трудового Червоного Прапора (23.01.1948)
- ордени
- медаль «За трудову доблесть»
- медалі